# Apache SOAP
Apache SOAP – implementacja protokołu SOAP na bazie serwera Apache i Javy. Jest otwartą implementacją dwóch dokumentów W3C: SOAP 1.1 oraz SOAP Messages with Attachments, która była rozwijana przez społeczność Apache SOAP. Obecnie projekt nie jest już aktywnie utrzymywany, trafił na listę projektów zarchiwizowanych.